# 2012년 하계 올림픽 조선민주주의인민공화국 선수단
조선민주주의인민공화국은 2012년 7월 27일부터 8월 12일까지 영국 런던에서 열린 2012년 하계 올림픽에 참가했다. 조선민주주의인민공화국은 이 대회에서 금메달 4개, 동메달 3개를 획득하여 1992년 바르셀로나 하계 올림픽 이후 최고 성적을 기록했다.

## 메달리스트
- 금메달
  - 안금애 (여자 유도 하프라이트급)
  - 엄윤철 (남자 역도 밴텀급)
  - 김은국 (남자 역도 페더급)
  - 림정심 (여자 역도 라이트헤비급)

- 동메달
  - 량춘화 (여자 역도 플라이급)
  - 김명혁 (남자 역도 라이트급)
  - 양경일 (남자 레슬링 자유형 밴텀급)

- 참고: 김명혁은 원래 남자 역도 라이트급에서 4위를 기록했으나 동메달을 획득했던 루마니아의 러즈반 마르틴이 2021년에 실시된 도핑 샘플 재검사 과정에서 금지 약물 성분이 검출된 사실을 확인한 국제 올림픽 위원회(IOC)의 결정에 따라 박탈당함에 따라 승계받았다.

## 같이 보기
- 올림픽 조선민주주의인민공화국 선수단